# Должик (Житомирская область)
Должик (укр. Довжик) — село на Украине, находится в Житомирском районе Житомирской области.
Код КОАТУУ — 1822083202. Население по переписи 2001 года составляет 611 человек. Почтовый индекс — 12410. Телефонный код — 412. Занимает площадь 40,8 км².

## Известные люди
В селе родился и начинал службу иерей, священномученик Русской православной церкви Арефа Насонов.
В лесу недалеко от села был расстрелян Герой Советского Союза Алексей Демьянович Бородий.

## Адрес местного совета
12410, Житомирская область, Житомирский р-н, с. Каменка, ул. Сосновая, 1